# Romeo a Julie (Central Park)
Romeo a Julie je venkovní bronzová socha zobrazující Romea a Julii amerického umělce Miltona Hebalda, která se nachází před Delacort Theater v Central Parku na Manhattanu ve Spojených státech. Je to jedno ze dvou doprovodných děl divadla vytvořených Hebaldem, druhým je The Tempest (1966). Byla umístěna do parku v roce 1978,  daroval ji filantrop George T. Delacorte. Socha je vysoká 2,1 metru; postavy jsou umístěny na žulovém podstavci. 
Odlitek ze stejné formy se nachází v růžové zahradě v komunitě Hollenbeck Palms v Boyle Heights v Los Angeles.